# Europese PGA Tour 2005
De Europese PGA Tour 2005 was het 34ste seizoen van de Europese PGA Tour en bestond uit 47 toernooien. Het seizoen startte met het Volvo China Open in november 2004 en eindigde met de Volvo Masters in oktober 2005.
Dit seizoen stond er vijf nieuwe toernooien op de kalender: het China Open en het Nieuw-Zeeland Open, het TCL Classic, het Indonesian Open en het Abama Open de Canarias.
Het Open de Sevilla en The Heritage verdwenen van de kalender, maar het Johnnie Walker Classic verscheen terug op de kalender.

## Kalender
| Data  | Data  | Toernooi                                  | Baan                                | Land             | Winnaar                   | Score     | Info                                          |
| 2004  | 2004  | 2004                                      | 2004                                | 2004             | 2004                      | 2004      | 2004                                          |
| ----- | ----- | ----------------------------------------- | ----------------------------------- | ---------------- | ------------------------- | --------- | --------------------------------------------- |
| 25-11 | 28-11 | Volvo China Open                          | Shanghai Silport Golf Club          | China            | Stephen Dodd              | 276 (-12) | Nieuw toernooi                                |
| 02-12 | 05-12 | Omega Hong Kong Open                      | Hong Kong Golf Club                 | Hongkong         | Miguel Ángel Jiménez      | 266 (-14) |                                               |
| 09-12 | 12-12 | Alfred Dunhill Championship               | Leopard Creek Golf Club             | Zuid-Afrika      | Charl Schwartzel          | 281 (-7)  |                                               |
| 2005  |       |                                           |                                     |                  |                           |           |                                               |
| 20-01 | 23-01 | South African Airways Open                | Durban Country Club                 | Zuid-Afrika      | Tim Clark                 | 273 (-15) |                                               |
| 27-01 | 30-01 | Caltex Singapore Masters                  | Laguna National Golf & Country Club | Singapore        | Nick Dougherty            | 270 (-18) |                                               |
| 03-02 | 06-02 | Heineken Classic                          | Royal Melbourne Golf Club           | Australië        | Craig Parry               | 270 (-14) |                                               |
| 10-02 | 13-02 | Holden New Zealand Open                   | Gulf Harbour Country Club           | Nieuw-Zeeland    | Niclas Fasth              | 266 (-22) | Nieuw toernooi                                |
| 17-02 | 20-02 | Carlsberg Malaysian Open                  | Saujana Golf & Country Club         | Maleisië         | Thongchai Jaidee          | 267 (-21) |                                               |
| 23-02 | 27-02 | WGC - Accenture Match Play                | La Costa Resort & Spa               | Verenigde Staten | David Toms                | -         |                                               |
| 03-03 | 06-03 | Dubai Desert Classic                      | Emirates Golf Club                  | V.A.E.           | Ernie Els                 | 269 (-19) |                                               |
| 10-03 | 13-03 | Qatar Masters                             | Doha Golf Club                      | Qatar            | Ernie Els                 | 276 (-12) |                                               |
| 17-03 | 20-03 | TCL Classic                               | Yalong Bay Golf Club                | China            | Paul Casey                | 266 (-22) | Nieuw toernooi                                |
| 24-03 | 27-03 | Indonesia Open                            | Cengkareng Golf Club                | Indonesië        | Thaworn Wiratchant        | 255 (-25) | Nieuw toernooi                                |
| 31-03 | 03-04 | Estoril Open de Portugal                  | Oitavos Dunes Club                  | Portugal         | Paul Broadhurst           | 271 (-13) |                                               |
| 07-04 | 10-04 | Masters Tournament                        | Augusta National Golf Club          | Verenigde Staten | Tiger Woods               | 276 (-12) |                                               |
| 07-04 | 10-04 | Madeira Island Open                       | Clube de Golf Santo da Serra        | Portugal         | Robert-Jan Derksen        | 275 (-13) | Alternatief voor de "Masters"                 |
| 14-04 | 17-04 | Jazztel Open de España en Andalucía       | San Roque Club                      | Spanje           | Peter Hanson              | 280 (-8)  |                                               |
| 21-04 | 24-04 | Johnnie Walker Classic                    | Pine Valley Golf & Country Club     | China            | Adam Scott                | 270 (-18) |                                               |
| 28-04 | 01-05 | BMW Asian Open                            | Tomson Shanghai Pudong Golf Club    | China            | Ernie Els                 | 262 (-26) |                                               |
| 05-05 | 08-05 | Telecom Italian Open                      | Castello di Tolcinasco G & CC       | Italië           | Steve Webster             | 270 (-18) |                                               |
| 12-05 | 15-05 | The Daily Telegraph Dunlop Masters        | Marriott Forest of Arden G & CC     | Engeland         | Thomas Bjørn              | 282 (-6)  |                                               |
| 19-05 | 22-05 | Nissan Irish Open                         | Carton House Golf Resort            | Ierland          | Stephen Dodd              | 279 (-9)  |                                               |
| 26-05 | 29-05 | BMW Championship                          | The Wentworth Club                  | Engeland         | Ángel Cabrera             | 273 (-15) |                                               |
| 02-06 | 05-06 | The Celtic Manor Resort Wales Open        | The Celtic Manor Resort             | Wales            | Miguel Ángel Jiménez      | 262 (-14) |                                               |
| 09-06 | 12-06 | KLM Open                                  | Hilversumsche Golf Club             | Nederland        | Gonzalo Fernández-Castaño | 269 (-11) |                                               |
| 16-06 | 19-06 | US Open                                   | Pinehurst Resort                    | Verenigde Staten | Michael Campbell          | 280 (0)   |                                               |
| 16-06 | 19-06 | Saint-Omer Open                           | Aa Golf de Saint-Omer Club          | Frankrijk        | Joakim Bäckström          | 280 (-4)  | Alternatief voor de "US Open"                 |
| 23-06 | 26-06 | Open de France                            | Le Golf National                    | Frankrijk        | Jean-François Remésy      | 273 (-11) |                                               |
| 30-06 | 03-07 | Smurfit European Open                     | The K Club                          | Ierland          | Kenneth Ferrie            | 285 (-3)  |                                               |
| 07-07 | 10-07 | The Barclays Scottish Open                | Loch Lomond Golf Club               | Schotland        | Tim Clark                 | 265 (-19) |                                               |
| 14-07 | 17-07 | The Open Championship                     | St Andrews Links                    | Schotland        | Tiger Woods               | 274 (-14) |                                               |
| 21-07 | 24-07 | Deutsche Bank Championship of Europe      | Gut Kaden Golf und Land Club        | Duitsland        | Niclas Fasth              | 274 (-14) |                                               |
| 28-07 | 31-07 | Scandinavian Masters                      | Kungsängen Golf Club                | Zweden           | Mark Hensby               | 262 (-22) |                                               |
| 04-08 | 07-08 | Johnnie Walker Championship at Gleneagles | The Gleneagles                      | Schotland        | Emanuele Canonica         | 281 (-7)  |                                               |
| 11-08 | 14-08 | US PGA Championship                       | Baltusrol Golf Club                 | Verenigde Staten | Phil Mickelson            | 276 (-4)  |                                               |
| 11-08 | 14-08 | BMW Russian Open                          | Le Meridien Moscow Country Club     | Rusland          | Mikael Lundberg           | 273 (-15) | Alternatief voor de "US PGA"                  |
| 18-08 | 21-08 | WGC - NEC Invitational                    | Firestone Country Club              | Verenigde Staten | Tiger Woods               | 274 (-6)  |                                               |
| 25-08 | 28-08 | BMW International Open                    | Golfclub München Eichenried         | Duitsland        | David Howell              | 265 (-23) |                                               |
| 01-09 | 04-09 | Canon European Masters                    | Golf Club Crans-sur-Sierre          | Zwitserland      | Sergio García             | 270 (-14) |                                               |
| 08-09 | 11-09 | Linde German Masters                      | Golf Club Gut Lärchenhof            | Duitsland        | Retief Goosen             | 266 (-22) |                                               |
| 15-09 | 18-09 | HSBC World Match Play Championship        | The Wentworth Club                  | Engeland         | Michael Campbell          | -         |                                               |
| 22-09 | 25-09 | Seve Trophy                               | Wynyard Golf Club                   | Engeland         | GBR & IRL                 | 16½ - 11½ | Teamevenement                                 |
| 29-09 | 02-10 | Alfred Dunhill Links Championship         | St Andrews Links                    | Schotland        | Colin Montgomerie         | 279 (-9)  |                                               |
| 06-10 | 09-10 | WGC - American Express Championship       | TPC Harding Park                    | Verenigde Staten | Tiger Woods               | 270 (-10) |                                               |
| 06-10 | 09-10 | Abama Open de Canarias                    | Abama Golf & Spa Resort             | Spanje           | John Bickerton            | 274 (-10) | Nieuw toernooi Alternatief voor het "WGC-Ch." |
| 13-10 | 16-10 | Open de Madrid                            | Club de Campo Villa de Madrid       | Spanje           | Raphaël Jacquelin         | 261 (-23) |                                               |
| 20-10 | 23-10 | Mallorca Classic                          | Pula Golf Club                      | Spanje           | José María Olazábal       | 270 (-10) |                                               |
| 27-10 | 30-10 | Volvo Masters                             | Club de Golf Valderrama             | Spanje           | Paul McGinley             | 274 (-10) |                                               |

## Order of Merit
De Order of Merit wordt gebaseerd op basis van het verdiende geld.
| Rang | Speler              | Land          | Prijzengeld (€) |
| ---- | ------------------- | ------------- | --------------- |
| 1    | Colin Montgomerie   | Schotland     | 2.794.223       |
| 2    | Michael Campbell    | Nieuw-Zeeland | 2.496.269       |
| 3    | Paul McGinley       | Ierland       | 2.296.423       |
| 4    | Retief Goosen       | Zuid-Afrika   | 2.261.211       |
| 5    | Ángel Cabrera       | Argentinië    | 1.866.277       |
| 6    | Sergio García       | Spanje        | 1.828.545       |
| 7    | David Howell        | Engeland      | 1.798.308       |
| 8    | Henrik Stenson      | Zweden        | 1.585.750       |
| 9    | Thomas Bjørn        | Denemarken    | 1.561.190       |
| 10   | José María Olazábal | Spanje        | 1.489.016       |